# Trufa de chocolate

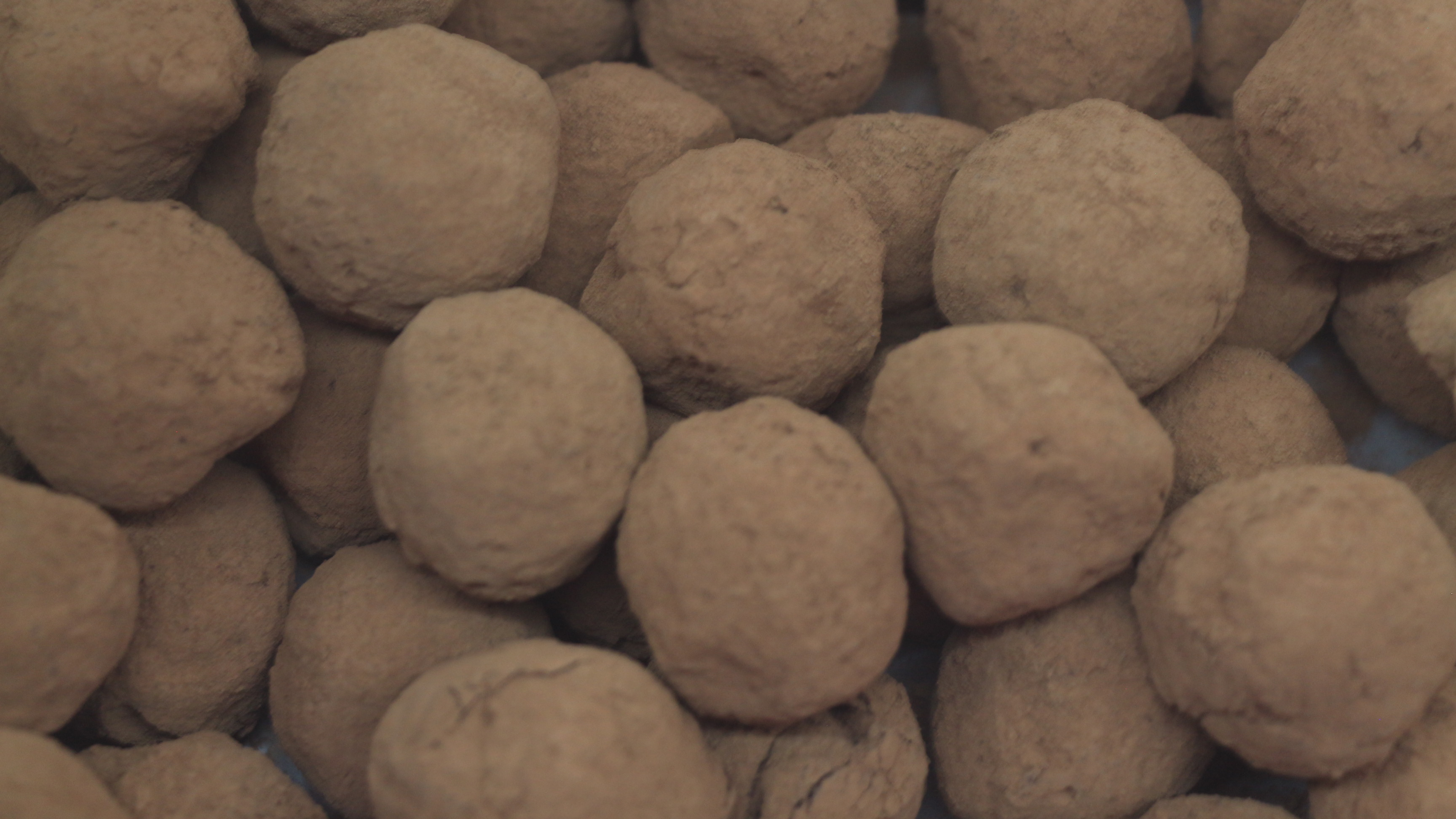
Trufa de chocolate

A trufa de chocolate é um tipo de doce que consiste de um centro de ganache envolto em cacau em pó, castanhas pulverizadas ou chocolate. Recebe esse nome por sua aparência, semelhante à da trufa.
A origem das trufas é creditada ao chefe de cozinha pâtissier Auguste Escoffier, do final do século XIX. No entanto, a cidade francesa de Chambéry se autoproclama o berço da trufa de chocolate – criada acidentalmente por Louis DuFour, em 1895. Controvérsias à parte, o fato é que ambos os chefs teriam notado a semelhança física daquela invenção com o raro (e valioso) fungo encontrado em regiões como Périgord.